# Monte Reale (Liguria)
Il Monte Reale (902 m s.l.m.) è una montagna dell'Appennino Ligure.
Si trova in provincia di Genova lungo lo spartiacque tra il bacino del Torrente Scrivia e quello del Vobbia, suo affluente di destra.
È situato nella parte più occidentale del Parco Naturale Regionale dell'Antola e ricade nei territori comunali di Ronco Scrivia e di Isola del Cantone.

## Storia e descrizione

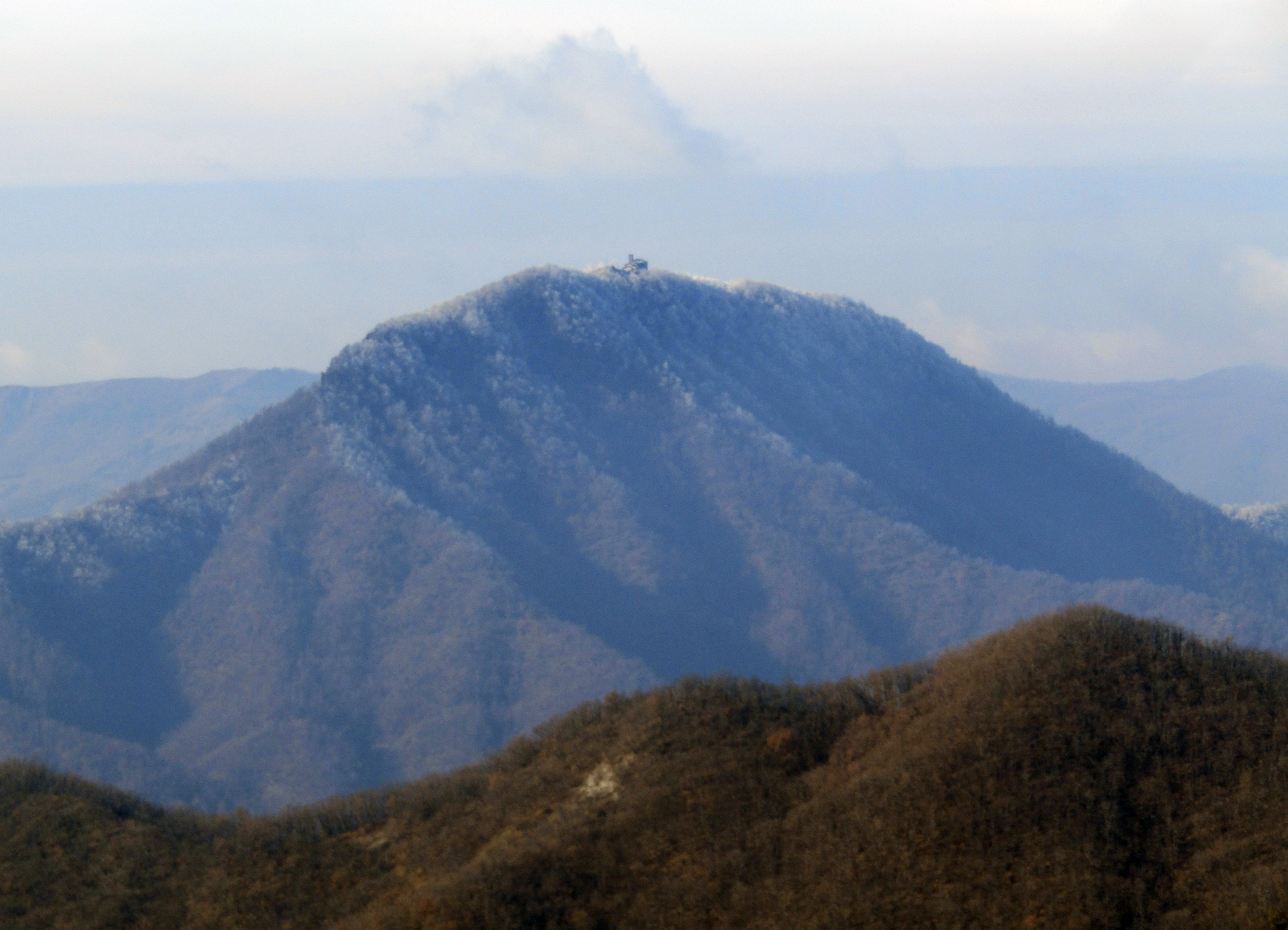
Vista autunnale da Caprieto

La cima della montagna nel medioevo era occupata da un castello, oggi pressoché scomparso. Al suo posto si trova oggi un santuario dedicato alla Madonna di Loreto, costruito fra il 1858  e il 1868.
Annesso all'edificio religioso è anche presente un piccolo rifugio, sempre aperto e che dispone di 8 posti letto. Una rustica teleferica sul lato Scrivia è utilizzata all'occorrenza per il trasporto di materiali.
Nonostante l'altezza relativamente modesta il Monte Reale, grazie alla sua posizione isolata e alla lontananza di montagne più alte, è un eccezionale punto panoramico.
Nelle giornate limpide lo sguardo può spaziare dai forti di Genova alle Alpi Marittime, dal Monte Rosa all'Adamello e può spingersi fino alla Corsica.

## Accesso
Il Monte Reale si raggiunge facilmente da Ronco Scrivia lungo un itinerario che, partendo dalla stazione ferroviaria, transita per la frazione Cascine.
Un altro sentiero segue invece lo spartiacque Vobbia-Scrivia partendo dal piccolo centro di Minceto: il tracciato è privo di difficoltà tecniche, ancorché si attraversi in costa un ripido pendio presso la Rocca de Premé, attraversamento facilitato dalla presenza di un cavo per tenersi, utile solo in presenza di neve o terreno sdrucciolevole; l'escursione richiede il superamento di 310 m di dislivello (comprese alcune modeste perdite di quota) e un'ora di cammino circa.  Proprio la Rocca de Premé, un torrione di puddinga, roccia sedimentaria risalente a circa 25 milioni di anni or sono, rappresenta certamente una curiosità geologica meritevole di attenzione.. 
Un ampio rifugio sempre aperto si trova a lato della chiesa.